# Floresville
La ville de Floresville est le siège du comté de Wilson, dans l’État du Texas, aux États-Unis. Sa population s’élevait à 6 448 habitants lors du recensement des États-Unis de 2010, estimée à 7 495 habitants en 2016.

## Source
- (en) Cet article est partiellement ou en totalité issu de l’article de Wikipédia en anglais intitulé « Floresville, Texas » (voir la liste des auteurs).